# Gerald Haug
Pour les articles homonymes, voir Haug.
Gerald Haug, né le 14 avril 1968 à Karlsruhe (Allemagne), est un climatologue et géologue allemand, lauréat du prix Gottfried-Wilhelm-Leibniz.

## Biographie
Depuis 2007, Gerald Haug est professeur à l'ETH Zürich en Suisse. En 2015, il est devenu directeur du département de géochimie climatique et membre scientifique de l'Institut Max-Planck de chimie à Mayence. En mars 2020, il est devenu le nouveau président de l'Académie nationale des sciences Léopoldine,.

## Autres activités
- Académie des sciences et de la littérature, membre (depuis 2018).
- Academia Europaea, membre (depuis 2008).
- Institut Alfred-Wegener pour la recherche polaire et marine, membre du conseil d'administration[5].
- Institut Max-Planck de recherche sur les polymères, membre du conseil d'administration[6].
- Institut pour la recherche sur les impacts climatiques de Potsdam (PIK), président du conseil consultatif scientifique[7].
- Fondation Werner-Siemens, membre du conseil consultatif[8].

## Récompenses et honneurs
- 2001 : Albert Maucher-Preis für Geowissenschaften der Deutschen Forschungsgemeinschaft (DFG)[9]
- 2007 : Prix Gottfried-Wilhelm-Leibniz de la Fondation allemande pour la recherche[10]
- 2010 : Prix Rössler[11]

## Publications (sélection)
- Avec Ralf Tiedemann: Effect of the formation of the Isthmus of Panama on Atlantic Ocean thermohaline circulation. In: Nature. Vol. 393, 1998, S. 673–676, doi:10.1038/31447 (PDF)
- Avec Daniel M. Sigman, Ralf Tiedemann, Thomas F. Pedersen & Michael Sarnthein: Onset of permanent stratification in the subarctic Pacific Ocean. In: Nature. Vol. 401, 1999, S. 779–782, doi:10.1038/44550 (PDF)
- Avec Ralf Tiedemann, Rainer Zahn & A. Christina Ravelo: Role of Panama uplift on oceanic freshwater balance. In: Geology. Band 29, Nr. 3, 3. Januar 2001, S. 207–210, doi:10.1130/0091-7613(2001)029<0207:ROPUOO>2.0.CO;2 (PDF).
- Avec Konrad A. Hughen, Daniel M. Sigman, Larry C. Peterson & Ursula Röhl: Southward Migration of the Intertropical Convergence Zone Through the Holocene. In: Science. Vol. 299, No. 5533, 2001, S. 1304–1308, doi:10.1126/science.1059725 (PDF)
- Avec Daniel M. Sigman: The biological pump in the past. In: Henry Elderfield (Hrsg.): Treatise on Geochemistry. Volume 6: The Oceans and Marine Geochemistry. Elsevier, 2003,  (ISBN 0-08-043744-3) (PDF)
- Avec Detlef Günther, Larry C. Peterson, Daniel M. Sigman, Konrad A. Hughen & Beat Aeschlimann: Climate and the Collapse of Maya Civilization. In: Science. Vol. 299, No. 5613, 2003, S. 1731–1735, doi:10.1126/science.1080444 (PDF)
- Avec Andrey Ganopolski, Daniel M. Sigman, Antoni Rosell-Mele, George E. A. Swann, Ralf Tiedemann, Samuel L. Jaccard, Jörg Bollmann, Mark A. Maslin, Melanie J. Leng & Geoffrey Eglinton: North Pacific seasonality and the glaciation of North America 2.7 million years ago. In: Nature. Vol. 433, 2005, S. 821–825, doi:10.1038/nature03332 (PDF)